# Atletica leggera ai XIV Giochi panamericani
L'atletica leggera ai Giochi panamericani si è tenuta allo Estadio Olímpico Juan Pablo Duarte (intitolato nel 2004 a Félix Sánchez) a Santo Domingo, nella Repubblica Dominicana, dal 5 al 9 agosto 2003.

## Risultati

### Uomini
| Evento               | Oro                                                                     | Prest.   | Argento                                                                 | Prest.       | Bronzo                                                                   | Prest.       |
| Corse piane          |                                                                         |          |                                                                         |              |                                                                          |              |
| 100 m                | Michael Frater Giamaica                                                 | 10.21    | Mardy Scales Stati Uniti                                                | 10.22        | Anson Henry Canada                                                       | 10.30        |
| 200 m                | Kenneth Brokenburr Stati Uniti                                          | 20.42    | Christopher Williams Giamaica                                           | 20.54        | André da Silva Brasile                                                   | 20.68        |
| 400 m                | Mitch Potter Stati Uniti                                                | 45.11    | Yeimer López Cuba                                                       | 45.13        | Alleyne Francique Grenada                                                | 45.51        |
| 800 m                | Achraf Tadili Canada                                                    | 1:45.05  | Osmar dos Santos Brasile                                                | 1:45.64      | Fabiano Peçanha Brasile                                                  | 1:46.39      |
| 1500 m               | Hudson de Souza Brasile                                                 | 3:45.72  | Michael Stember Stati Uniti                                             | 3:46.31      | Grant Robison Stati Uniti                                                | 3:46.68      |
| 5000 m               | Hudson de Souza Brasile                                                 | 13:50.71 | José David Galván Messico                                               | 13:52.92     | Marílson dos Santos Brasile                                              | 13:56.90     |
| 10000 m              | Teodoro Vega Messico                                                    | 28:49.38 | Marílson dos Santos Brasile                                             | 28:49.48     | Dan Browne Stati Uniti                                                   | 29:06.23     |
| Corse ad ostacoli    |                                                                         |          |                                                                         |              |                                                                          |              |
| 110 m ostacoli       | Yuniel Hernández Cuba                                                   | 13.35    | Larry Wade Stati Uniti                                                  | 13.35        | Márcio de Souza Brasile                                                  | 13.45        |
| 400 m ostacoli       | Félix Sánchez Rep. Dominicana                                           | 48.19    | Eric Thomas Stati Uniti                                                 | 48.74        | Dean Griffiths Giamaica                                                  | 49.35        |
| 3000 m siepi         | Néstor Nieves Venezuela                                                 | 8:34.26  | Joël Bourgeois Canada                                                   | 8:36.78      | Anthony Famiglietti Stati Uniti                                          | 8:40.22      |
| Staffette            |                                                                         |          |                                                                         |              |                                                                          |              |
| 4 × 100 metri        | Brasile Vicente de Lima Edson Ribeiro André da Silva Claudinei da Silva | 38.44    | Trinidad e Tobago Niconnor Alexander Marc Burns Ato Boldon Darrel Brown | 38.53        | Cuba José César José Carlos Peña Luis Alexander Reyes Juan Pita          | 39.09        |
| 4 × 400 metri        | Giamaica Michael Campbell Sanjay Ayre Lansford Spence Davian Clarke     | 3:01.81  | Stati Uniti Mitchell Potter Ja'Warren Hooker Adam Steele James Davis    | 3:01.87      | Rep. Dominicana Arismendy Peguero Carlos Santa Julio Vidal Félix Sánchez | 3:02.02 (NR) |
| Concorsi             |                                                                         |          |                                                                         |              |                                                                          |              |
| Salto in alto        | Germaine Mason Giamaica                                                 | 2.34     | Jamie Nieto Stati Uniti                                                 | 2.28         | Terrance Woods Stati Uniti                                               | 2.22         |
| Salto con l'asta     | Toby Stevenson Stati Uniti                                              | 5.45     | Russ Buller Stati Uniti                                                 | 5.40         | Dominic Johnson Saint Lucia                                              | 5.40         |
| Salto in lungo       | Iván Pedroso Cuba                                                       | 8.23     | Luis Meliz Stati Uniti                                                  | 8.20         | Víctor Castillo Venezuela                                                | 7.98         |
| Salto triplo         | Yoandri Betanzos Cuba                                                   | 17.26    | Jadel Gregório Brasile                                                  | 17.03        | Yoelbi Quesada Cuba                                                      | 16.78        |
| Getto del peso       | Reese Hoffa Stati Uniti                                                 | 20.95    | Marco Antonio Verni Cile                                                | 20.14        | Bradley Snyder Canada                                                    | 20.10        |
| Lancio del disco     | Jason Tunks Canada                                                      | 63.70    | Frank Casañas Cuba                                                      | 62.61        | Loy Martínez Cuba                                                        | 61.36        |
| Lancio del martello  | Juan Ignacio Cerra Argentina                                            | 75.53    | James Parker Stati Uniti                                                | 74.35        | Yosvany Suárez Cuba                                                      | 70.24        |
| Tiro del giavellotto | Emeterio González Cuba                                                  | 81.72    | Isbel Luaces Cuba                                                       | 80.95        | Breaux Greer Stati Uniti                                                 | 79.21        |
| Prove su strada      |                                                                         |          |                                                                         |              |                                                                          |              |
| Maratona             | Vanderlei de Lima Brasile                                               | 2:19:08  | Bruce Deacon Canada                                                     | 2:20:35      | Diego Colorado Colombia                                                  | 2:21:48      |
| 20 km marcia         | Jefferson Pérez Ecuador                                                 | 1:23:06  | Bernardo Segura Messico                                                 | 1:23:31      | Alejandro López Messico                                                  | 1:24:33      |
| 50 km marcia         | Germán Sánchez Messico                                                  | 4:05:01  | Mário dos Santos Brasile                                                | 4:07:36      | Luis Fernando García Guatemala                                           | 4:12:14      |
| Prove multiple       |                                                                         |          |                                                                         |              |                                                                          |              |
| Decathlon            | Stephen Moore Stati Uniti                                               | 7809 p.  | Luiggy Llanos Porto Rico                                                | 7704 p. (NR) | Yonelvis Águila Cuba                                                     | 7593 p.      |

### Donne
| Evento               | Oro                                                                      | Prest.   | Argento                                                                   | Prest.   | Bronzo                                                                           | Prest.   |
| Corse piane          |                                                                          |          |                                                                           |          |                                                                                  |          |
| 100 m                | Lauryn Williams Stati Uniti                                              | 11.12    | Angela Williams Stati Uniti                                               | 11.15    | Liliana Allen Messico                                                            | 11.28    |
| 200 m                | Roxana Díaz Cuba                                                         | 22.69    | Cydonie Mothersille Isole Cayman                                          | 22.86    | Allyson Felix Stati Uniti                                                        | 22.93    |
| 400 m                | Ana Guevara Messico                                                      | 50.36    | Hazel-Ann Regis Grenada                                                   | 51.56    | Aliann Pompey Guyana                                                             | 52.06    |
| 800 m                | Adriana Muñoz Cuba                                                       | 2:02.56  | Marian Burnett Guyana                                                     | 2:03.58  | Christiane dos Santos Brasile                                                    | 2:04.37  |
| 1500 m               | Adriana Muñoz Cuba                                                       | 4:09.57  | Mary Jayne Harrelson Stati Uniti                                          | 4:09.72  | Mardrea Hyman Giamaica                                                           | 4:10.08  |
| 5000 m               | Adriana Fernández Messico                                                | 15:30.65 | Nora Rocha Messico                                                        | 15:40.98 | Nicole Jefferson Stati Uniti                                                     | 15:42.40 |
| 10000 m              | Adriana Fernández Messico                                                | 33:16.05 | Yudelkis Martínez Cuba                                                    | 33:55.12 | Bertha Sánchez Colombia                                                          | 33:56.17 |
| Corse ad ostacoli    |                                                                          |          |                                                                           |          |                                                                                  |          |
| 100 m ostacoli       | Brigitte Foster                                                          | 12.67    | Perdita Felicien Canada                                                   | 12.70    | Lacena Golding-Clarke Giamaica                                                   | 12.79    |
| 400 m ostacoli       | Joanna Hayes Stati Uniti                                                 | 54.77    | Daimí Pernía Cuba                                                         | 55.10    | Andrea Blackett Barbados                                                         | 55.24    |
| Staffette            |                                                                          |          |                                                                           |          |                                                                                  |          |
| 4 × 100 metri        | Stati Uniti Ara Towns Consuella Moore Allyson Felix Angela Daigle        | 43.06    | Cuba Dainelky Pérez Roxana Díaz Virgen Benavides Mileydis Lazo            | 43.40    | Giamaica Lacena Golding-Clarke Judyth Kitson Shellene Williams Danielle Browning | 43.71    |
| 4 × 400 metri        | Stati Uniti Me'Lisa Barber Moushaumi Robinson Julian Clay DeeDee Trotter | 3:26.40  | Giamaica Naleya Downer Michelle Burgher Novlene Williams Allison Beckford | 3:27.34  | Brasile Maria Almirão Josiane Tito Geisa Coutinho Lucimar Teodoro                | 3:28.07  |
| Concorsi             |                                                                          |          |                                                                           |          |                                                                                  |          |
| Salto in alto        | Juana Arrendel Rep. Dominicana                                           | 1.94     | Romary Rifka Messico                                                      | 1.94     | Yarianny Argüelles Cuba                                                          | 1.89     |
| Salto con l'asta     | Melissa Mueller Stati Uniti                                              | 4.40     | Carolina Torres Cile                                                      | 4.30     | Stephanie McCann Canada                                                          | 4.20     |
| Salto in lungo       | Alice Falaiye Canada                                                     | 6.43     | Jackie Edwards Bahamas                                                    | 6.41     | Yargelis Savigne Cuba                                                            | 6.40     |
| Salto triplo         | Mabel Gay Cuba                                                           | 14.42    | Yuliana Pérez Brasile                                                     | 13.99    | Yusmay Bicet Cuba                                                                | 13.90    |
| Getto del peso       | Yumileidi Cumbá Cuba                                                     | 19.31    | Elisângela Adriano Brasile                                                | 18.48    | Fior Vásquez Rep. Dominicana                                                     | 18.14 NR |
| Lancio del disco     | Aretha Hill Stati Uniti                                                  | 63.30    | Anaelys Fernández Cuba                                                    | 61.26    | Yania Ferrales Cuba                                                              | 60.03    |
| Lancio del martello  | Yipsi Moreno Cuba                                                        | 74.25    | Yunaika Crawford Cuba                                                     | 69.57    | Candice Scott Trinidad e Tobago                                                  | 69.06    |
| Tiro del giavellotto | Kim Kreiner Stati Uniti                                                  | 60.86    | Laverne Eve Bahamas                                                       | 60.68    | Osleidys Menéndez Cuba                                                           | 60.20    |
| Prove su strada      |                                                                          |          |                                                                           |          |                                                                                  |          |
| Maratona             | Márcia Narloch Brasile                                                   | 2:39:54  | Mariela González Cuba                                                     | 2:42:55  | Erika Olivera Cile                                                               | 2:44:52  |
| 20 km marcia         | Victoria Palacios Messico                                                | 1:35:16  | Rosario Sánchez Messico                                                   | 1:35:21  | Joanne Dow Stati Uniti                                                           | 1:35:48  |
| Prove multiple       |                                                                          |          |                                                                           |          |                                                                                  |          |
| Eptathlon            | Tiffany Lott-Hogan Stati Uniti                                           | 6064 p.  | Nicole Haynes Canada                                                      | 5959 p.  | Magalys García Cuba                                                              | 5864 p   |